# آلوک نات
آلوک نات (انگلیسی: Alok Nath؛ زادهٔ ۱۰ ژوئیهٔ ۱۹۵۶) یک هنرپیشه اهل هند است. از فیلم‌هایی که وی در آن نقش داشته‌است می‌توان به نمی‌توانم تو را فراموش کنم اشاره کرد.

## فیلم‌شناسی
- نمی‌توانم تو را فراموش کنم
- دوست دارم
- عشق سنگدل
- ابر
- پیروزی
- زندگی فقط برای من است
- بازیکن ۴۲۰
- یک رابطه:زنجیرعشق
- نیروی پلیس
- شریک زندگی من
- انصاف
- سرباز
- نه تو میدونی نه من
- دارم عاشقت میشم
- ازدواج
- آغاز
- قلبم متعلق به توست
- آقازاده
- یه چیزی می‌خواهم بگویم
- نیروی الهی
- دل‌های بی‌تاب
- راجا و سه برادر
- چطوری.....عشق
- ریتم
- بیا برگردیم
- مسیر آتش
- روزی با عزت
- به عشق تو قسم می‌خورم
- حیطه آتش
- جهان
- یوشیلای
- دل رو بکش
- قبضه
- داماد
- مهربانی
- مشعل
- قفس
- خاندان
- رابطه
- گاهی نه گاهی
- رویاهای ساجن
- سلسله عشق
- محافظ
- شعله و شبنم
- حساب زخم‌ها
- شاهد آتش است
- دستبند
- ترانه رادا
- اینا مینا دیکا
- کلاه مخفیانه
- عشقت را به من بده
- عروسی دوستم است
- مخبر
- کتاب مقدس رام
- چهارراه
- ماها شاکتیشالی
- وعده
- لیکن
- از زمانه چه ترسی داریم
- برنده
- کی راست میگه کی دروغ میگه
- هر دو ما
- ویرانگر
- ظالم
- فاصله
- سی.آی. دی
- قانون
- عشق بازی نیست
- به آن سوی ماه بروید
- شوهر دست دوم
- صدای امروز
- دشمن
- آتش
- شب دیدار فرا رسیده‌است